# 中国彝族通史
《中国彝族通史》是系统阐述彝族历史的大型史学著作，全书共四卷，384万字，内容上起远古，下至中华人民共和国成立。《中国彝族通史》是“十二五”国家重点图书出版规划项目、国家出版基金项目。
2001年，彝族官员与学者在昆明召开川滇黔桂四省区第八次彝学古籍整理协作会，时任国家民委副主任伍精华提议编修彝族通史，得到与会人员赞同，随即成立编纂委员会，伍精华任主任，全体彝族省级干部任副主任，刘尧汉、李埏为顾问。2007年，伍精华病故，编委会公推王天玺担任主任兼总编。2011年，《通史》的初稿在楚雄通过初审。2012年11月由云南人民出版社出版。
《中国彝族通史》与其他研究结论有一些差异，如一般认为彝族起源于氐羌民族，但是《中国彝族通史》从彝族自我认同的角度出发，将民族源流定为“本土说”。